# Mosquée El Mouhcinine de Montereau-Fault-Yonne
La mosquée El Mouhcinine est un édifice religieux musulman situé à Montereau-Fault-Yonne, en France.